# Collet del Vicis
El Collet del Vicis és una muntanya de 236 metres que es troba al municipi de Riudecanyes, a la comarca catalana del Baix Camp.